# Бояно (Поморське воєводство)
Бояно (пол. Bojano) — село в Польщі, у гміні Шемуд Вейгеровського повіту Поморського воєводства.
Населення — 2653 особи (2011).
У 1975-1998 роках село належало до Гданського воєводства.

## Демографія
Демографічна структура станом на 31 березня 2011 року:
|          | Загалом | Допрацездатний вік | Працездатний вік | Постпрацездатний вік |
| -------- | ------- | ------------------ | ---------------- | -------------------- |
| Чоловіки | 1331    | 381                | 875              | 75                   |
| Жінки    | 1322    | 355                | 823              | 144                  |
| Разом    | 2653    | 736                | 1698             | 219                  |